# Mechanické návěstidlo

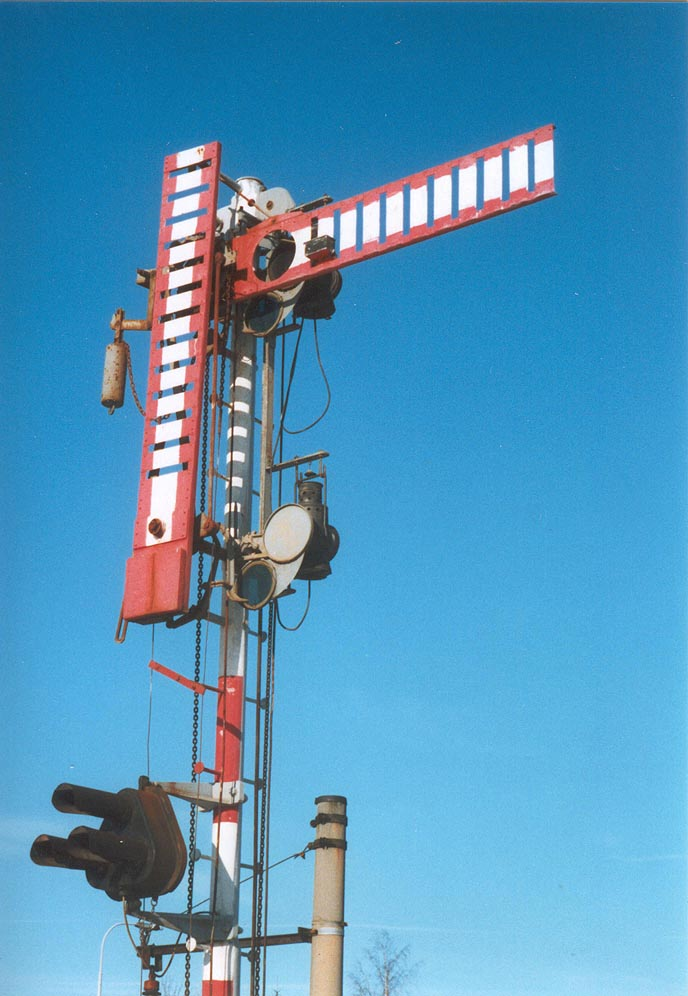
Detailní pohled na vjezdové dvojramenné návěstidlo v poloze Stůj. K ovládání stačí pouze jeden pár drátů, je-li návěstidlo v poloze Stůj, pak při pohybu drátů jedním směrem se zvedne pouze horní rameno do polohy Volno, zatímco při pohybu opačným směrem se sklopí i spodní rameno do polohy Vjezd do odbočky.

Mechanické návěstidlo je návěstidlo, které má jednu nebo více pohyblivých částí. Změnou polohy této části se mění návěst, kterou návěstidlo dává. Ovládání návěstidla se děje obvykle pomocí drátovodů a ručně ovládaných stavěcích pák, ale například v Německu je rozšířené i poloautomatické ovládání – po průjezdu vlaku se návěstidlo samočinně elektricky přestaví do polohy zakazující jízdu.
Mechanická návěstidla v drážní a silniční dopravě byla inspirována dorozumívacími systémy v námořní dopravě pomocí vlajek a paží. Jednoduché ramenové návěstidlo se na železnici používalo už od poloviny 19. století. Modernější mechanická návěstidla vznikla v 80. letech 19. století. Od počátku byla ovládána drátovody, pro noční provoz byla také vybavována osvětlením. Původní návěstidla měla lampy na řepkový olej, později nastoupil petrolej, svítiplyn a dnes se užívá téměř výhradně elektřina, ačkoli ještě v prvním desetiletí 21. století byla mechanická návěstidla v několika železničních stanicích v České republice osvětlována petrolejovými lampami. Olejové a petrolejové lampy se vytahovaly k ramenům na pomocném lanku přes kladku. Před lampou jsou umístěny skleněné barevné clonky, pohybující se společně s pohyblivou částí návěstidla (ramenem či terčem), čímž je zajištěno svícení noční návěsti příslušné barvy. Některá mechanická návěstidla byla později vybavena reflexním materiálem a osvětlovat je není třeba.
Většina mechanických návěstidel na železničních tratích byla nahrazena světelnými návěstidly.
Z roku 1868 je doloženo použití primitivního mechanického semaforu v silniční dopravě na londýnských křižovatkách – semafor měl tvar kříže napodobujícího lidskou postavu s rozpaženýma rukama („stůj“) s možností svěsit obě paže („volno“). V silniční dopravě byly mechanické semafory rovněž nahrazeny světelnými signalizačními zařízeními.

## Použití v železniční dopravě v Česku
V mechanické podobě se v současné době vyskytují v Česku čtyři druhy návěstidel:
- hlavní – jedno-, dvou- a trojramenná
- předvěsti
- seřaďovací návěstidla: v Česku se vyskytují již jen v několika málo železničních stanicích, např. ve stanici Martinice v Krkonoších, Moravské Budějovice a Hrušovany nad Jevišovkou.
- uzávěry koleje: do Česka se rozšířily z Německa, dříve byly poměrně rozšířené v českém pohraničí – např. v Děčíně. Posledním místem výskytu byla železniční stanice Sokolov, kde byla návěstidla odstraněna při celkové rekonstrukci roku 2008.

Mechanickými návěstidly jsou opatřeny jen některé železniční stanice či dopravny se starými typy zabezpečovacího zařízení, zejména s návěstidly nezávislými na poloze výměn nebo mechanickým či elektromechanickým zabezpečovacím zařízením. Již od 50. let 20. století jsou mechanická návěstidla nahrazována světelnými návěstidly, v současnosti se v Česku nacházejí již jen na menším počtu míst železniční sítě a jejich počet v souvislosti s drobnějšími či rozsáhlejšími opravami a rekonstrukcemi stále klesá, mechanická návěstidla se nově nezřizují.

## Návěsti mechanických návěstidel v Česku

### Jednoramenná hlavní návěstidla
Jednoramenná hlavní návěstidla se vyskytují především jako návěstidla odjezdová, oddílová hradel a hlásek, krycí a vjezdová (ve stanicích bez závislosti návěstidle na poloze výměn). Jednoramenná návěstidla dávají návěsti:
- Stůj (červenobílé rameno ve vodorovné poloze; v noci jedno červené světlo)
- Volno (červenobílé rameno šikmo vzhůru; v noci jedno zelené světlo)

### Dvouramenná hlavní návěstidla
Dvouramenná hlavní návěstidla jsou zpravidla návěstidla vjezdová stanic či odboček. Jsou závislá na poloze výměn (výhybek) v železniční stanici. Dávají návěsti:
- Stůj (horní červenobílé rameno ve vodorovné poloze, spodní rameno je ve svislé poloze v zákrytu se stožárem; v noci jedno červené světlo)
- Volno (horní červenobílé rameno šikmo vzhůru, spodní rameno je ve svislé poloze v zákrytu se stožárem; v noci jedno zelené světlo)
- Rychlost 40 km·h−1 (Dvě červenobílá ramena nad sebou šikmo vzhůru; v noci dvě zelená světla nad sebou) Tato návěst nařizuje jet sníženou rychlostí (40 km/h), neboť výhybky ve stanici jsou postaveny do odbočky, pro vjezd na vedlejší kolej.

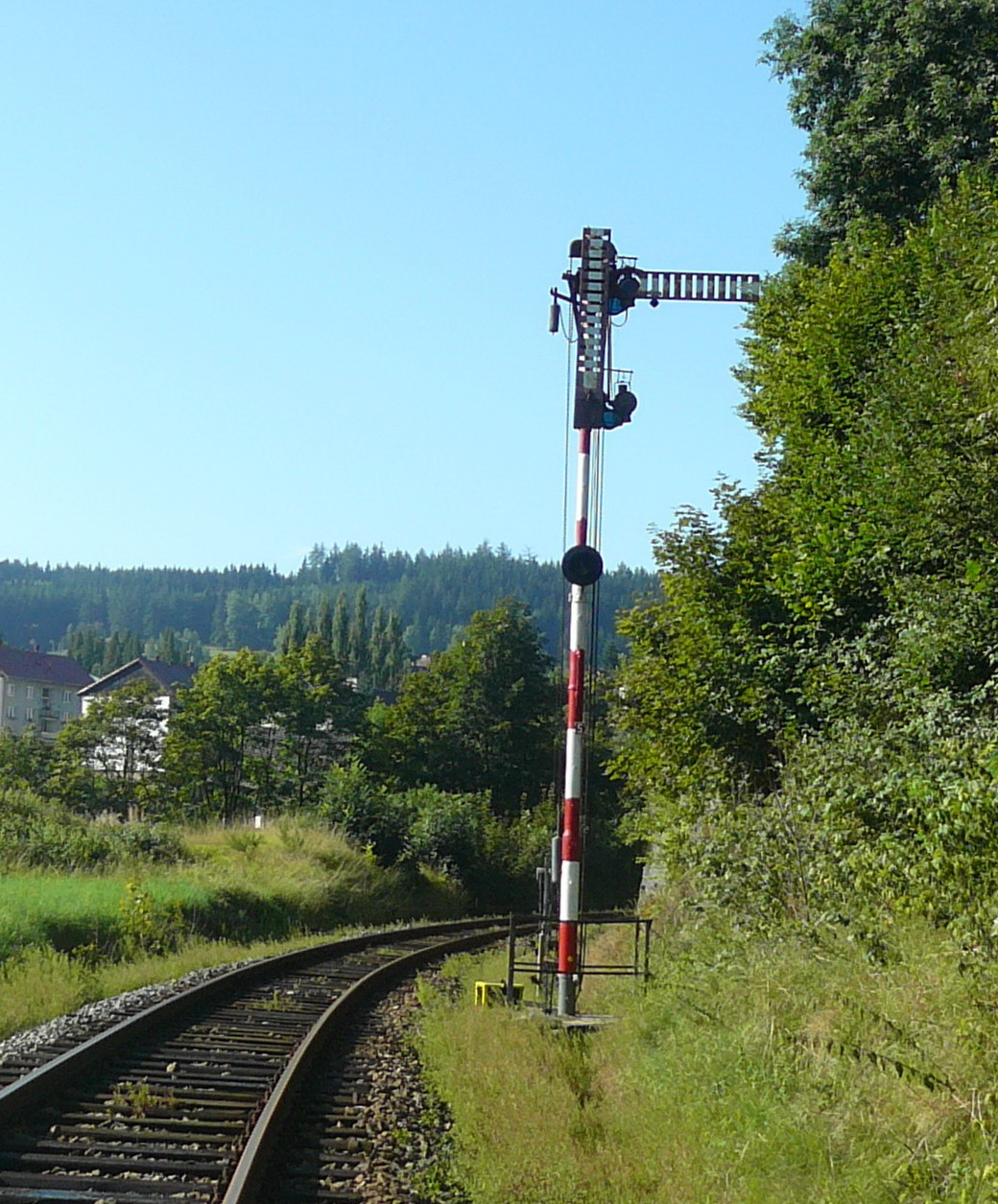
Stůj
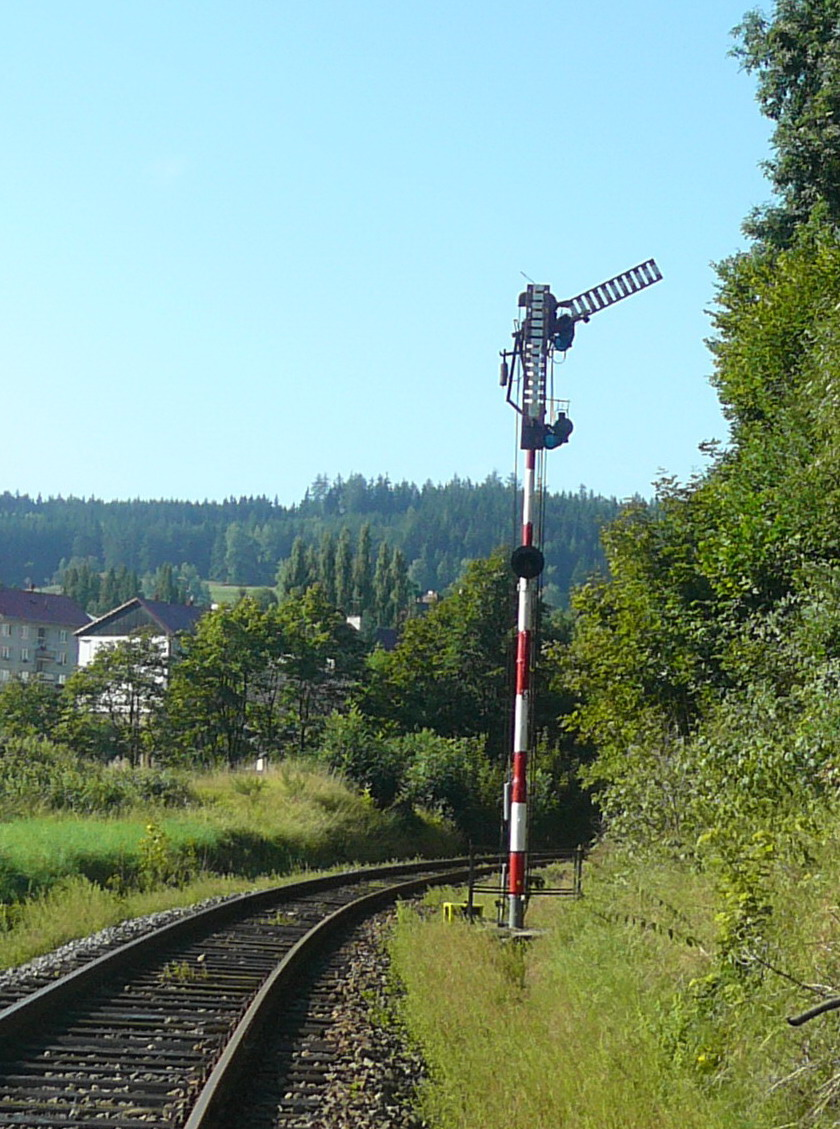
Volno
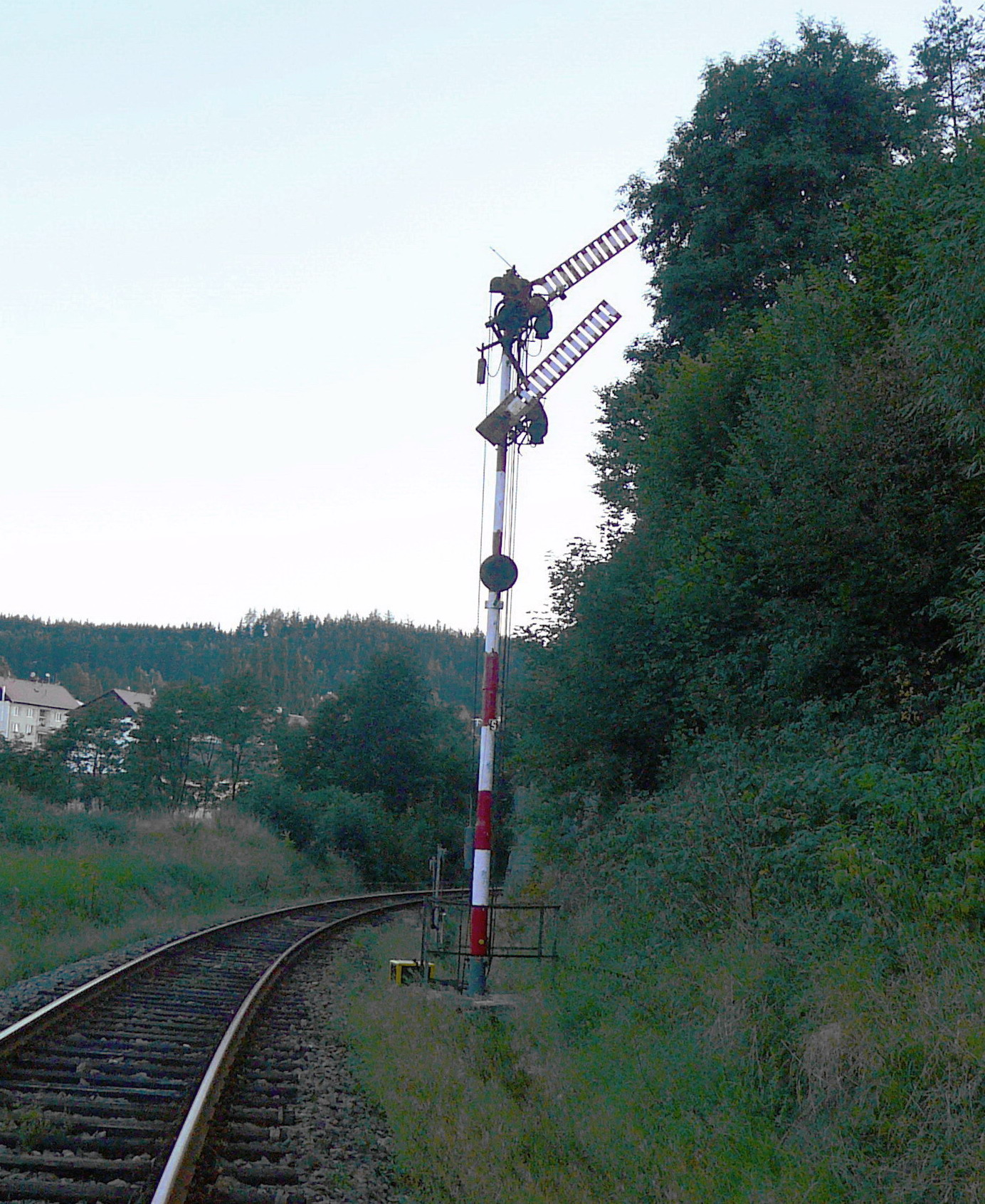
Rychlost 40 km·h−1

### Jedno- a dvouramenná návěstidla s pevným žlutým ramenem
Jednoramenná i dvouramenná návěstidla mohou být doplněna o pevné žluté vodorovné rameno, které je při návěsti stůj zakryto za horním červenobílým ramenem. Takováto návěstidla se vyskytují jako vjezdová v koncových či odbočných stanicích, ve kterých musí všechny vlaky zastavit. Dávají návěsti:
- Stůj (červenobílé rameno ve vodorovné poloze, žlutobílé rameno je v zákrytu za červenobílým ramenem; v noci jedno červené světlo)
- Výstraha (červenobílé rameno šikmo vzhůru, s ním souosé žlutobílé rameno ve vodorovné poloze; v noci jedno žluté světlo)
- Rychlost 40 km·h−1 a výstraha (Dvě červenobílá ramena nad sebou šikmo vzhůru, s horním ramenem souosé žluobílé rameno ve vodorovné poloze; v noci dvě žlutá světla nad sebou)

### Mechanické předvěsti
Mechanické předvěsti jsou zpravidla umístěny na zábrzdnou vzdálenost před mechanickými hlavními vjezdovými, oddílovými či krycími návěstidly a upozorňují na návěst tohoto návěstidla. Dávají návěsti:
- Výstraha (žlutý kruhový terč vstříc vlaku; v noci jedno žluté světlo)
- Volno (žlutý kruhový terč ve vodorovné poloze, tak, že není vidět; v noci jedno zelené světlo)

Výstraha
Volno

### Seřaďovací mechanická návěstidla
Mechanická seřaďovací návěstidla se mohou vyskytovat na vlečkách či železničních stanicích a platí jen pro posun. Jejich návěsti jsou:
- Posun zakázán (modrá čtvercová deska postavená na vrcholu; v noci jedno modré světlo)
- Posun dovolen (modrá čtvercová deska postavená na vrcholu ve vodorovné poloze, tak, že není vidět; v noci jedno mdle bílé světlo)

Posun zakázán
Posun dovolen

### Uzávěry koleje
O uzávěrách koleje a jejích návěstech pojednává článek Vložené návěstidlo a uzávěra koleje

### Přivolávací návěst
Hlavní návěstidla mohou být navíc opatřena elektrickou svítilnou pro návěštění přivolávací návěsti, tvořenou jedním bílým kmitavým světlem nebo třemi bílými světly uspořádanými do trojúhelníka.

## Obrázky

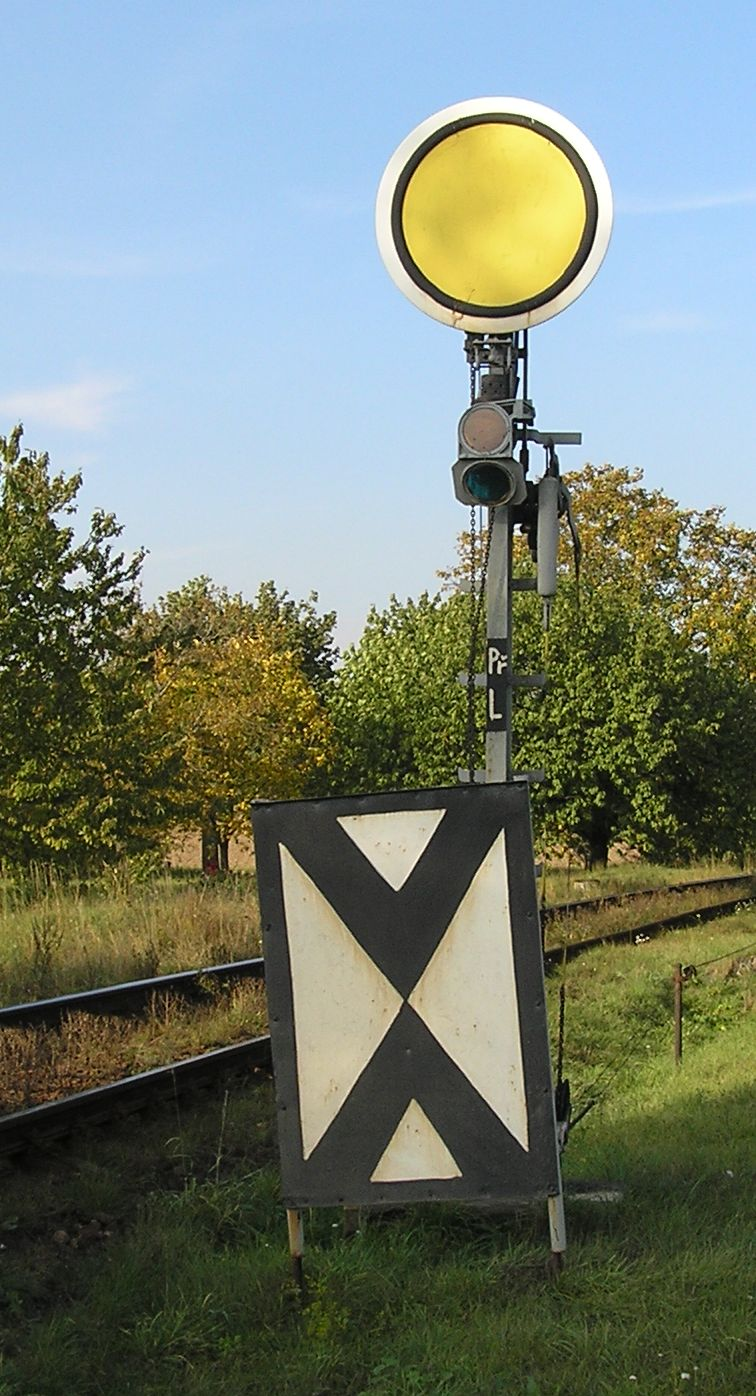
Mechanická předvěst v poloze Výstraha
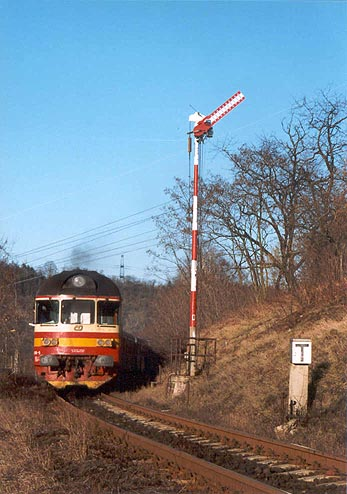
Jednoramenné návěstidlo v poloze Volno
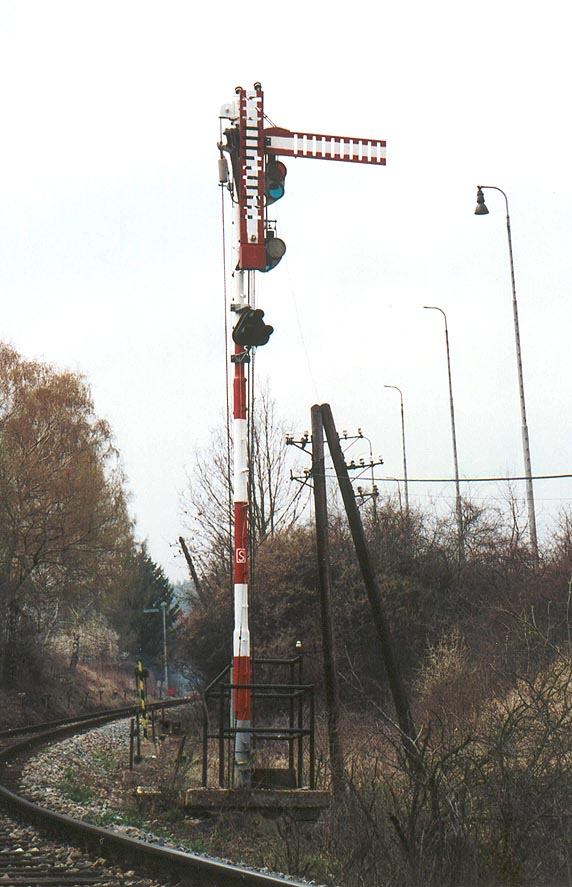
Dvojramenné návěstidlo v poloze Stůj
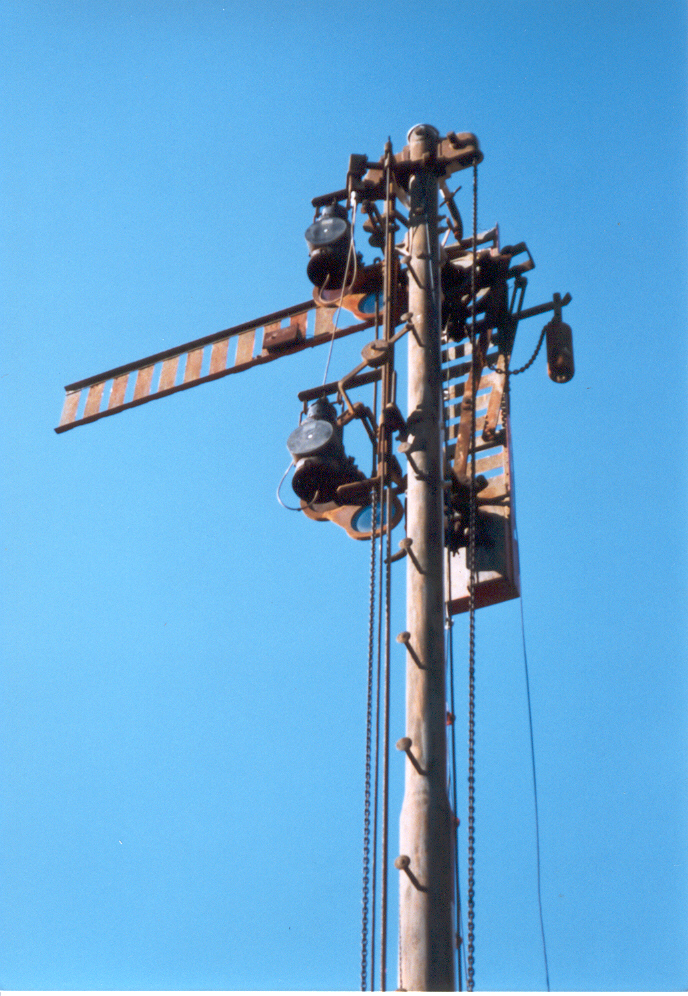
Dvojramenné návěstidlo

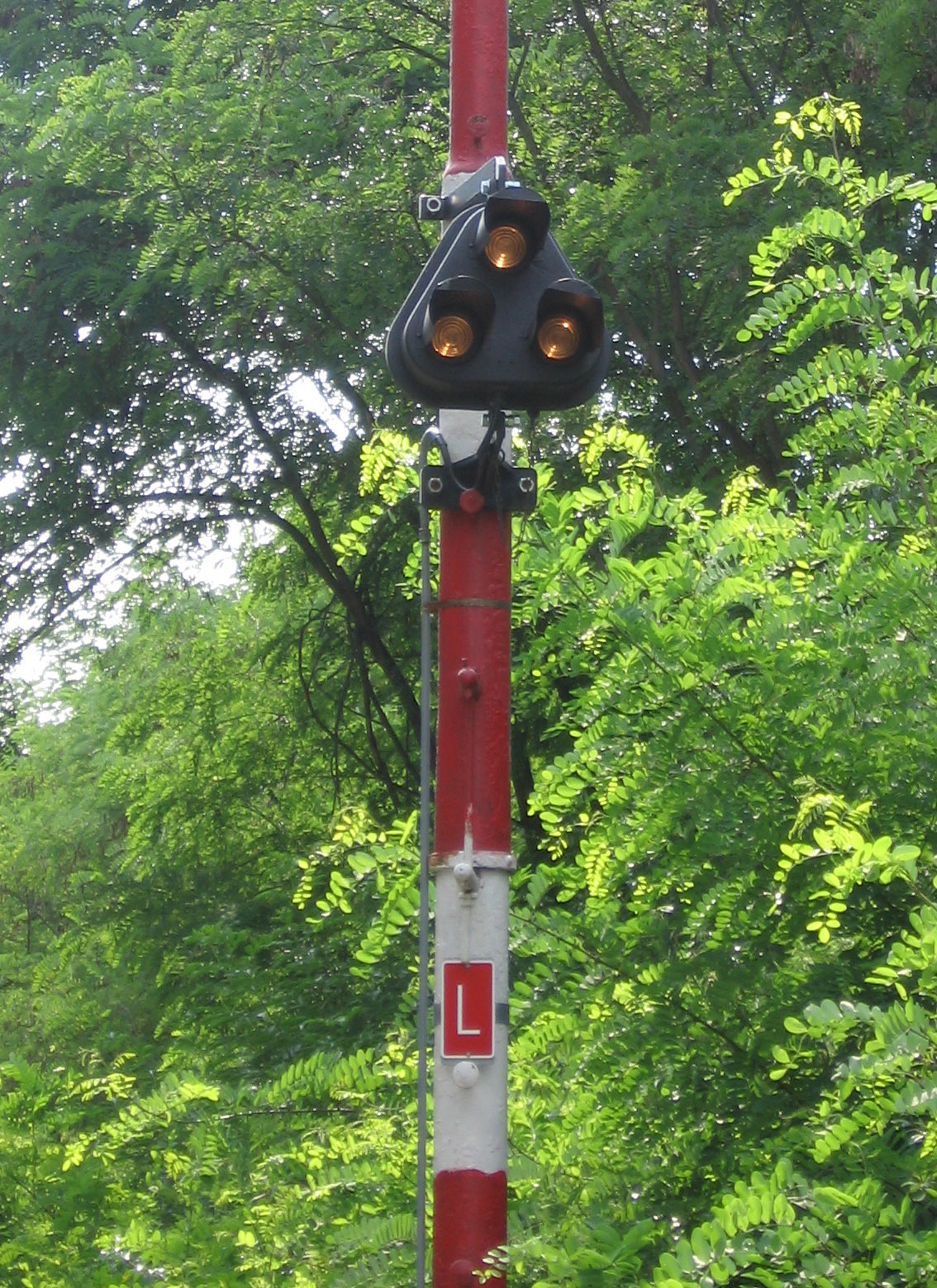
Přivolávací návěst
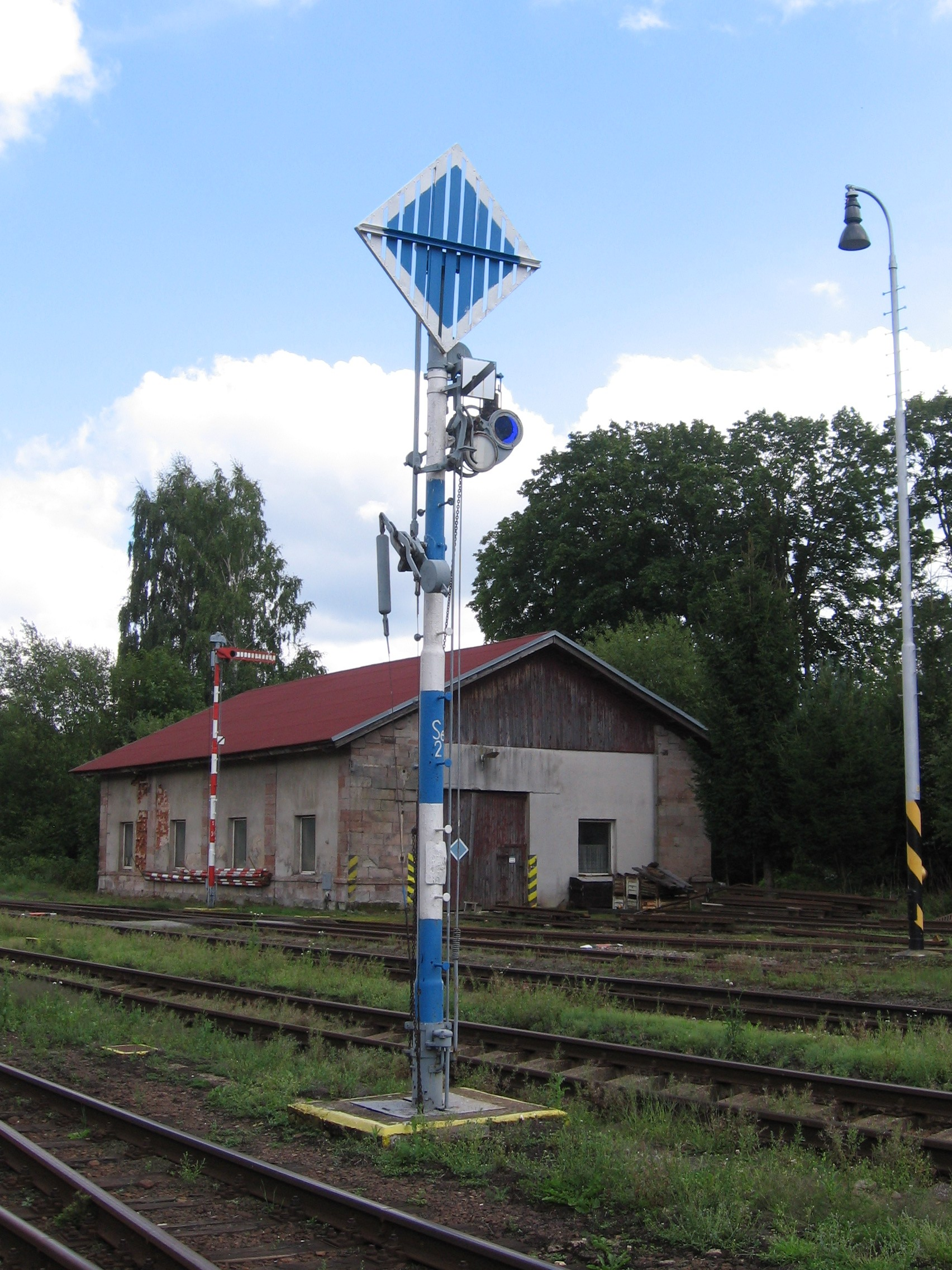
Seřaďovací návěstidlo v poloze Posun zakázán
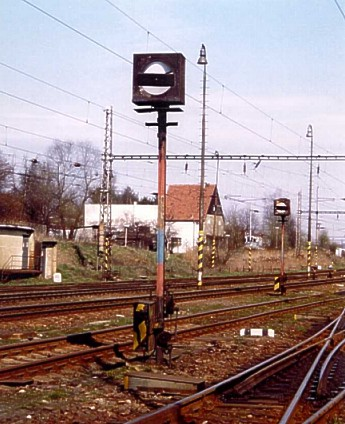
Uzávěra koleje v poloze Stůj, kolej uzavřena
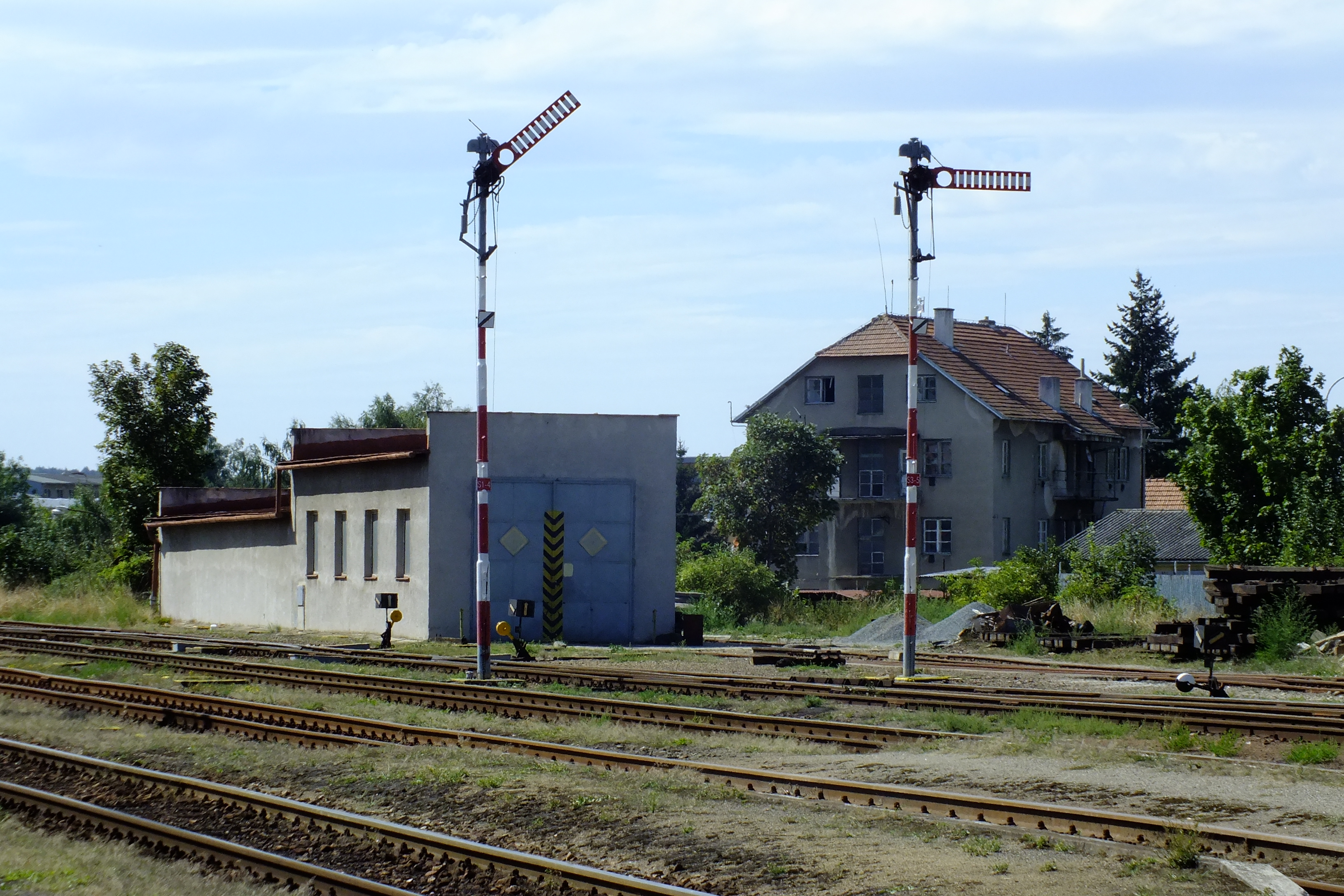
Jednoramenná návěstidla v poloze Volno a Stůj